# بخشنده (ترانه)
«بخشنده» (به انگلیسی: The Giver) ترانه‌ای از خواننده-ترانه‌پرداز آمریکایی چپل رون می‌باشد که در ۱۳ مارس سال ۲۰۲۵ از سوی امیوزمنت و آیلند رکوردز به‌عنوان تک‌آهنگ منتشر گردید. و نخستین قطعهٔ رون در سبک موسیقی کانتری محسوب می‌شود. 